# Orca (безпілотний підводний човен)
Orca — американський безпілотний підводний човен компанії Boeing.

## Огляд
Міністерство оборони США назвало новий безпілотний підводний човен «Orca» (з англ. — Косатка).
Це буде дизель-електричний підводний човен вагою 50 тонн з дальністю до 6500 морських миль. Цей безпілотник розроблявся на платформі автономного безлюдного апарату Echo Voyager, який також побудувала компанія Boeing.
Orca — повністю автономний надвеликий безпілотний підводний апарат, призначений для виконання різних місій, раніше неможливих через невеликі розміри підводних безпілотників.
Основні агрегати та механізми підводного човна матимуть модульну конструкцію.
Відсік корисного навантаження також буде модульним із певними інтерфейсами, що дозволить підлаштовувати безпілотну субмарину під конкретні завдання. Модульна конструкція дозволить у майбутньому легко модернізувати ці човни.
Військово-морський інститут США повідомляє, що «Orca» буде здатна «знищувати морські міни, підводні човни, надводні кораблі, вести радіоелектронну боротьбу». Безпілотник також зможе виявляти підводні човни супротивника та передавати відомості про них авіації та кораблям.
Безпілотник передбачається озброїти торпедами Mk46 та Mk48.
У Пентагоні сподіваються, що такі безпілотні кораблі зможуть знизити загальні витрати за одночасного розширення можливостей американських ВМС.
Компанія Boeing планує завершити роботу над Orca до червня 2022 року.
Контракт передбачає, що Boeing отримає 43 мільйони доларів за виготовлення, тестування та постачання 4 надвеликих безпілотних підводних апаратів Orca.